# Hoffmannia ghiesbreghtii
Hoffmannia ghiesbreghtii är en måreväxtart som först beskrevs av Lem., och fick sitt nu gällande namn av William Botting Hemsley. Hoffmannia ghiesbreghtii ingår i släktet Hoffmannia och familjen måreväxter. Inga underarter finns listade i Catalogue of Life.